# Gleofilo Vlijter
Gleofilo Sabrino Rudewald Hasselbaink Vlijter, noto semplicemente come Gleofilo Vlijter (Paramaribo, 17 settembre 1999), è un calciatore surinamese, attaccante dell'OFK Belgrado e della nazionale surinamese.

## Carriera

### Club
Ha iniziato la carriera nel 2014 con il Robinhood.

### Nazionale
Ha esordito in nazionale il 30 aprile 2015 nell'amichevole Suriname-Guyana (1-0). Ha vinto la scarpa d'oro nella CONCACAF Nations League 2019-2020, segnando 10 gol in 6 partite nella Lega B.
Nel giugno 2021 viene convocato per la Gold Cup 2021, in cui segnerà il primo gol di sempre del Suriname nella CONCACAF Gold Cup, nella sconfitta per 1-2 contro la Costa Rica.

## Statistiche

### Cronologia presenze e reti in nazionale
| Cronologia completa delle presenze e delle reti in nazionale ― Suriname | Cronologia completa delle presenze e delle reti in nazionale ― Suriname | Cronologia completa delle presenze e delle reti in nazionale ― Suriname | Cronologia completa delle presenze e delle reti in nazionale ― Suriname | Cronologia completa delle presenze e delle reti in nazionale ― Suriname | Cronologia completa delle presenze e delle reti in nazionale ― Suriname | Cronologia completa delle presenze e delle reti in nazionale ― Suriname | Cronologia completa delle presenze e delle reti in nazionale ― Suriname |
| Data                                                                    | Città                                                                   | In casa                                                                 | Risultato                                                               | Ospiti                                                                  | Competizione                                                            | Reti                                                                    | Note                                                                    |
| ----------------------------------------------------------------------- | ----------------------------------------------------------------------- | ----------------------------------------------------------------------- | ----------------------------------------------------------------------- | ----------------------------------------------------------------------- | ----------------------------------------------------------------------- | ----------------------------------------------------------------------- | ----------------------------------------------------------------------- |
| 5-9-2019                                                                | Roseau                                                                  | Dominica                                                                | 1 – 2                                                                   | Suriname                                                                | CONCACAF Nations League 2019-2020 - 1º turno                            | 2                                                                       |                                                                         |
| 9-9-2019                                                                | Paramaribo                                                              | Suriname                                                                | 6 – 0                                                                   | Nicaragua                                                               | CONCACAF Nations League 2019-2020 - 1º turno                            | 4                                                                       | 75’                                                                     |
| 11-10-2019                                                              | Kingstown                                                               | Saint Vincent e Grenadine                                               | 2 – 2                                                                   | Suriname                                                                | CONCACAF Nations League 2019-2020 - 1º turno                            | 2                                                                       | 89’                                                                     |
| 15-10-2019                                                              | Paramaribo                                                              | Suriname                                                                | 0 – 1                                                                   | Saint Vincent e Grenadine                                               | CONCACAF Nations League 2019-2020 - 1º turno                            | -                                                                       |                                                                         |
| 15-11-2019                                                              | Paramaribo                                                              | Suriname                                                                | 4 – 0                                                                   | Dominica                                                                | CONCACAF Nations League 2019-2020 - 1º turno                            | 2                                                                       |                                                                         |
| 19-11-2019                                                              | Managua                                                                 | Nicaragua                                                               | 1 – 2                                                                   | Suriname                                                                | CONCACAF Nations League 2019-2020 - 1º turno                            | -                                                                       | 79’                                                                     |
| 24-3-2021                                                               | Paramaribo                                                              | Suriname                                                                | 3 – 0                                                                   | Isole Cayman                                                            | Qual. Mondiali 2022                                                     | 1                                                                       |                                                                         |
| 28-3-2021                                                               | Bradenton                                                               | Aruba                                                                   | 0 – 6                                                                   | Suriname                                                                | Qual. Mondiali 2022                                                     | -                                                                       | 45’                                                                     |
| 13-7-2021                                                               | Orlando                                                                 | Giamaica                                                                | 2 – 0                                                                   | Suriname                                                                | Gold Cup 2021                                                           | -                                                                       | 64’                                                                     |
| 17-7-2021                                                               | Orlando                                                                 | Suriname                                                                | 1 – 2                                                                   | Costa Rica                                                              | Gold Cup 2021                                                           | 1                                                                       |                                                                         |
| 21-7-2021                                                               | Houston                                                                 | Suriname                                                                | 2 – 1                                                                   | Guadalupa                                                               | Gold Cup 2021                                                           | 1                                                                       | 82’                                                                     |
| 27-3-2022                                                               | Thanyaburi                                                              | Thailandia                                                              | 1 – 0                                                                   | Suriname                                                                | Amichevole                                                              | -                                                                       | 45’                                                                     |
| 5-6-2022                                                                | Paramaribo                                                              | Suriname                                                                | 1 – 1                                                                   | Giamaica                                                                | CONCACAF Nations League 2022-2023 - 1º turno                            | -                                                                       | 65’                                                                     |
| 8-6-2022                                                                | Kingston                                                                | Giamaica                                                                | 3 – 1                                                                   | Suriname                                                                | CONCACAF Nations League 2022-2023 - 1º turno                            | -                                                                       | 64’ 90’                                                                 |
| 24-3-2023                                                               | Paramaribo                                                              | Suriname                                                                | 0 – 2                                                                   | Messico                                                                 | CONCACAF Nations League 2022-2023 - 1º turno                            | -                                                                       | 90’                                                                     |
| 9-9-2023                                                                | Saint George's                                                          | Grenada                                                                 | 1 – 1                                                                   | Suriname                                                                | CONCACAF Nations League 2023-2024 - 1º turno                            | -                                                                       | 79’                                                                     |
| 12-9-2023                                                               | L'Avana                                                                 | Cuba                                                                    | 1 – 0                                                                   | Suriname                                                                | CONCACAF Nations League 2023-2024 - 1º turno                            | -                                                                       | 41’ 74’                                                                 |
| 12-10-2023                                                              | Paramaribo                                                              | Suriname                                                                | 1 – 1                                                                   | Haiti                                                                   | CONCACAF Nations League 2023-2024 - 1º turno                            | -                                                                       | 84’                                                                     |
| 15-10-2023                                                              | Paramaribo                                                              | Suriname                                                                | 4 – 0                                                                   | Grenada                                                                 | CONCACAF Nations League 2023-2024 - 1º turno                            | 1                                                                       | 81’                                                                     |
| 5-9-2024                                                                | Leonora                                                                 | Guyana                                                                  | 1 – 3                                                                   | Suriname                                                                | CONCACAF Nations League 2024-2025 - 1º turno                            | -                                                                       | 78’                                                                     |
| 9-9-2024                                                                | Le Gosier                                                               | Guadalupa                                                               | 1 – 0                                                                   | Suriname                                                                | CONCACAF Nations League 2024-2025 - 1º turno                            | -                                                                       |                                                                         |
| 11-10-2024                                                              | Paramaribo                                                              | Suriname                                                                | 1 – 1                                                                   | Costa Rica                                                              | CONCACAF Nations League 2024-2025 - 1º turno                            | 1                                                                       | 34’ 83’                                                                 |
| 15-10-2024                                                              | Paramaribo                                                              | Suriname                                                                | 5 – 1                                                                   | Guyana                                                                  | CONCACAF Nations League 2024-2025 - 1º turno                            | -                                                                       | 70’                                                                     |
| 15-11-2024                                                              | Paramaribo                                                              | Suriname                                                                | 0 – 1                                                                   | Canada                                                                  | CONCACAF Nations League 2024-2025 - Quarti di finale                    | -                                                                       | 69’                                                                     |
| 19-11-2024                                                              | Toronto                                                                 | Canada                                                                  | 3 – 0                                                                   | Suriname                                                                | CONCACAF Nations League 2024-2025 - Quarti di finale                    | -                                                                       | 46’                                                                     |
| 21-3-2025                                                               | Paramaribo                                                              | Suriname                                                                | 1 – 0                                                                   | Martinica                                                               | Qual. Gold Cup 2025                                                     | -                                                                       |                                                                         |
| 25-3-2025                                                               | Fort-de-France                                                          | Martinica                                                               | 0 – 1                                                                   | Suriname                                                                | Qual. Gold Cup 2025                                                     | -                                                                       | 85’                                                                     |
| 6-6-2025                                                                | Paramaribo                                                              | Suriname                                                                | 1 – 0                                                                   | Porto Rico                                                              | Qual. Mondiali 2026                                                     | -                                                                       | 58’                                                                     |
| 15-6-2025                                                               | San Diego                                                               | Costa Rica                                                              | 4 – 3                                                                   | Suriname                                                                | Gold Cup 2025 - 1° turno                                                | -                                                                       |                                                                         |
| 18-6-2025                                                               | Arlington                                                               | Suriname                                                                | 0 – 2                                                                   | Messico                                                                 | Gold Cup 2025 - 1° turno                                                | -                                                                       | 65’                                                                     |
| 22-6-2025                                                               | Arlington                                                               | Rep. Dominicana                                                         | 0 – 0                                                                   | Suriname                                                                | Gold Cup 2025 - 1° turno                                                | -                                                                       | 74’                                                                     |
| Totale                                                                  |                                                                         | Presenze                                                                | 31                                                                      |                                                                         | Reti                                                                    | 15                                                                      |                                                                         |

### Cronologia presenze e reti in nazionale - partite non ufficiali
| Cronologia completa delle presenze e delle reti in nazionale ― Suriname | Cronologia completa delle presenze e delle reti in nazionale ― Suriname | Cronologia completa delle presenze e delle reti in nazionale ― Suriname | Cronologia completa delle presenze e delle reti in nazionale ― Suriname | Cronologia completa delle presenze e delle reti in nazionale ― Suriname | Cronologia completa delle presenze e delle reti in nazionale ― Suriname | Cronologia completa delle presenze e delle reti in nazionale ― Suriname | Cronologia completa delle presenze e delle reti in nazionale ― Suriname |
| Data                                                                    | Città                                                                   | In casa                                                                 | Risultato                                                               | Ospiti                                                                  | Competizione                                                            | Reti                                                                    | Note                                                                    |
| ----------------------------------------------------------------------- | ----------------------------------------------------------------------- | ----------------------------------------------------------------------- | ----------------------------------------------------------------------- | ----------------------------------------------------------------------- | ----------------------------------------------------------------------- | ----------------------------------------------------------------------- | ----------------------------------------------------------------------- |
| 30-4-2015                                                               | Paramaribo                                                              | Suriname                                                                | 1 – 0                                                                   | Guyana                                                                  | Amichevole                                                              | -                                                                       | 83’                                                                     |
| Totale                                                                  |                                                                         | Presenze                                                                | 1                                                                       |                                                                         | Reti                                                                    | 0                                                                       |                                                                         |

## Palmarès

### Club
- Coppa del Suriname: 2

Robinhood: 2016, 2018
- Campionato surinamense: 1

Robinhood: 2018

### Individuale
- Capocannoniere della CONCACAF Nations League: 1

2019-2020 (10 gol)